# 香港政府決策科局演變
本條目以編年體介紹香港政府各決策科（今決策局）於1973年設立至今的演變。

## 1970年代
1973年以前，香港政府大部份部門都由司署統籌，比如輔政司署、庫務司署、律政司署、民政司署、工務司署、教育司署，乃至司法機關的裁判司署等等。由於所有大小事務最終都需要由輔政司署決策，效率甚低。
1973年
- 5月，香港政府根據《麥健時報告書》建議，在輔政司署內增設六個決策科：
  1. 經濟科：負責有關工商業、貨幣及外匯、銀行業、證券交易所、漁民牧礦、公用事業（如電力、煤氣及電話）、集體運輸（財政方面的整體控制及設立集體運輸臨時管理局事宜）、對外民航事務、航運業及交通專利權等政策。
  2. 環境科：負責有關田土事業、城市規劃、開發新市鎮、污染、市政服務、道路、陸路運輸、交通、鐵路、停車場、集體運輸（建設、工程及土地事宜）及機場與海港工程等政策。
  3. 民政科：負責有關新聞事務、公共關係、廣播電視、民意相關事宜，以及康樂文化、旅遊、民政主任及新界本土事務的政策與計劃。
  4. 房屋科：負責有關房屋、徙置、分層工廠、租金管制，及協調各部門在新市鎮的服務工作（例如教育、衛生與治安等）的政策及計劃。
  5. 保安科：負責有關外部安全緊急事故、內部治安、入境事務、監獄、毒品及消防事務等的政策與計劃。
  6. 社會事務科：負責有關教育、醫務衛生、社會福利、慈善事務、勞工及康樂事務的政策與計劃。
- 當中原來的田土科改為環境科、防衛科改為保安科，職務有所增加。
- 原來管轄民政司署、政府新聞處、廣播處、市政事務署、新界民政署及消防事務處的總務科取消，大部份工作將併入民政科。
- 兩個資源科——財政科及銓敘科的職責，大致沒有改變。只是在適當的時期，有關水務的非財政事宜，與人事編制等工作，將由財政科分別移交環境科及銓敘科兩科負責。
- 以上各科的主管（司）的職級，將列為與一級機關（Group I）首長(即D7位置)相同，惟以下兩個職位例外：
  - 民政司應照舊保持更高的地位，因為他在目前及將來均擔任行政局當然議員，而在社會方面亦有傳統的地位。依照新的建議，民政司又將負責起由新聞事務司所負擔的責任。
  - 財政司的階級要調整至僅低於輔政司，因為財政與經濟部門非常重要而日見擴大，亦是政府在這方面的最高顧問及執行人。
  - 重組後，輔政司為最高級，財政司僅次於輔政司，民政司、律政司、副輔政司則次一級，而僅高於各科的主管。
- 人員任命：1972年10月，徙置事務處處長黎保德獲委出任房屋司。1973年3月，原任新聞事務司姬達兼任民政司，以待黎敦義實任。1973年5月，原任工務司盧秉信出任環境司；黎保德及姬達續任房屋司及民政司。1973年6月，原任防衛司羅以德出任署理保安司。1973年8月，原任社會福利署署長李福逑獲委出任署理社會事務司。1973年9月，原任新界民政署長黎敦義正式出任民政司。1973年11月，原任副經濟司鍾信獲委出任署理經濟司。

1974年
- 4月，新界民政署長職位升格為新界政務司，以反映其在擬訂政策時所擔任工作的重要性，負責協調有關新界政策的一切事宜，並繼續主管新界民政署。同時身兼新界政務的顧問和行政人員，負有政治及經濟上的特別職責。

1975年
- 11月，開設行政司(Secretary for Administration)，與此同時撤銷副辅政司職位。行政司將直接主管行政策劃處並負責確保政府機構的工作得以有效進行及不斷謀求和實施改善，同時負責辅政司署整體的行政工作。

1976年
- 8月，輔政司(Colonial Secretary)更名為布政司(Chief Secretary)，輔政司署（Colonial Secretariat）亦更名為布政司署（Government Secretariat）

- 10月，開設金融事務司，與此同時，舊庫務署長職位撤銷，並新設庫務署署長(D4職級)職位。金融事務司負責管理政府的資產及債務；管理貨幣（包括外匯基金及貨幣鑄造保障基金）；管理外匯活動、金融政策；提供政府保證；銀行事務；與國際發展銀行及亞洲發展銀行的關係。

1978年
- 10月，行政司降為職級屬首長級甲級政務官(D6)的行政及管理事務處長職位。

1979年
- 開設新聞司，負責統籌所有諮詢及傳播部門，以及收集民意。統籌部門包括政府新聞處、香港電台及電影電視監管專員公署，亦可能包括政府印務局。

## 1980年代
1980年
- 11月，教育司署重組。
  - 在布政司署開設教育司（Secretary for Education）負責由社會事務司轉撥的教育工作。
  - 教育司署改稱教育署。
  - 原來的教育司（Director of Education）的中文職銜改為教育署署長。

1981年
- 9月，配合工務司署解散並分設5個獨立部門，布政司署重組負責地政工務、運輸及環境保護的職位。
  - 新設地政工務司統籌土地發展，負責所有關於土地及工程建設之政策，並管轄5個獨立工務部門（即工程拓展署、建築拓展署、新界拓展署、水務署、機電工程署）、新成立的地政署及市區拓展署工作。
  - 新設運輸司負責訂定陸上交通運輸及對內集體運輸政策事宜，管轄運輸署及九廣鐵路局。（對外的海空運輸政策則屬於經濟司工作）
  - 行政及管理事務處長將接管環境保護事宜，職銜改為行政及環境事務處長。
  - 環境司職位撤銷。

- 12月，成立政務總署以配合推行地方行政。
  - 新設政務司（Secretary for City and New Territories Administration）並掌管由民政署及新界民政署合併之政務總署。下設屬首長級甲級政務官的港九政務署長及新界政務署長以協助政務司工作。民政司原來負責民政署政策事務將移交政務司。
  - 民政司將接管現時新聞司負責的新聞政策及由行政及環境事務處長負責的保護環境事務。民政司將繼續擔任政府內部有關華人事務之高級顧問。改組後民政司職務包括香港政府駐英辦事處、政府新聞處、香港電台和影視及娛樂事務處的工作，同時亦統籌政府與傳播界之聯繫。
  - 行政及環境事務處長職位則在移交環境保護政策後作出檢討（後改為兩局及行政事務處長，降為首長級乙一級政務官(D4)）。
  - 新界政務司及新聞司職位撤銷。

1982年
- 8月，工商署改組為工業署、貿易署及香港海關3個獨立部門。
  - 在布政司署開設工商司，負責由經濟司轉撥的貿易及工業政策、香港海關執行國際貿易義務的政策事宜，管轄工業署、貿易署及香港海關。

- 11月，開設常務司，負責協助總督及布政司處理香港前途談判所帶來的額外職務。

1983年
- 2月，布政司署改組負責教育及社會事務的職位。
  - 社會事務司改稱衛生福利司，負責醫療及衛生服務（包括公共衛生）、社會福利（包括兒童福利）及環境事務（包括環境保護及環境衛生）。
  - 教育司改稱教育統籌司(Secretary for Education and Manpower)，負責康復、勞工及所有程度和種類的教育。
  - 政務司的英文職銜改為Secretary for District Administration。

1985年
- 4月，配合區域市政局成立，布政司署進行改組。
  - 新設文康市政司，負責由衛生福利司轉撥的環境衛生（包括垃圾收集、墳場、屠場、街市、簽發酒牌等）事務；由民政司轉撥的處理古物及碑石、郊野公園、保護郊野、文化及康樂事務，以及音樂事務統籌處、各大體育及文化機構的政策。
  - 新設行政司，主要負責現時兩局及行政科的職責，包括支援行政立法兩局及布政司署、駐外辦事處、政府辦公室及住宅的政策，亦從民政司接管新聞及公共關係職務。
  - 政務司接管民政司原來負責的傳統（新界原居民）及社區有關的事宜。
  - 市政事務署、康樂文化署及康樂體育事務處重組，依兩個市政局範圍將市政事務署更名的市政總署及市政事務署新界市政署獨立為區域市政總署。接管市政事務署的環境環生工作及原有康樂文化署及康樂體育事務處的工作。
  - 民政司、兩局及行政事務處長及康樂文化署將會取消。

- 6月，新設副布政司，負責協助布政司處理特定的職務及統籌涉及兩個科或以上的政策，例如負責1985年香港立法局選舉的選舉事務處。

- 10月，副布政司接管原來由行政司負責的行政及立法兩局事務組（包括政制工作）、禮賓組及總務組。

1988年
- 4月，配合香港房屋委員會改組為財政自主的公營機構，房屋司撤銷，改由政務司負責租金管制及作為政府當局房屋事務發言人。

1989年
- 9月，因應社會發展，布政司署進行重大改組。
  - 新設規劃環境地政司，負責原來地政工務司有關地政及規劃工作，以及衛生福利司有關環境保護的工作。
  - 新設工務司，負責原來地政工務司有關工務的工作。
  - 新設文康廣播司，負責原來文康市政司有關文娛康樂的事務，以及行政司有關廣播的政策。
  - 副財政司改稱庫務司，從行政司接管提供政府車輛、印務、電腦資料處理、政府辦公室及住宅管理事宜。
  - 副布政司改稱憲制事務司，除原有選舉事務之外，從文康市政司接管有關兩個市政局聯絡工作，包括兩個市政局條例的修改。
  - 政務司的英文職銜改為Secretary for Home Affairs，負責地方行政、賭博政策、業主與租客事宜、電腦資料保護事宜、與房屋委員會就租金、管理及相類問題保持聯絡。亦從行政司接管香港政府在本港及海外新聞及公關工作的一般性統籌工作，以及布政司署新聞組的日常管理。
  - 衛生福利司接手原由教育統籌司負責的康復事務。
  - 工商司接管原由經濟司負責的旅行代理商事務及原由副布政司負責的科學與技術委員會秘書處。
  - 地政工務司、文康市政司及行政司將被撤銷。

## 1990年－1997年
1990年
- 4月，常務司撤銷，由憲制事務司接管其負責的工作。

1991年
- 6月，銓敘司改稱公務員事務司。

1993年
- 4月，配合香港金融管理局成立，金融司改稱財經事務司。

1994年
- 12月，港督基於樓宇持續短缺問題，重新開設房屋司。

## 特區政府時期
1997年
- 7月，香港特別行政區成立，原有布政司署決策科改稱政府總部決策局，同時布政司署司級政務官改稱局長。政府總部15個決策局包括文康廣播局、政制事務局、民政事務局、保安局、公務員事務局、規劃環境地政局、房屋局、運輸局、教育統籌局、衛生福利局、庫務局、財經事務局、經濟局、工商局及工務局。除政務科更名為民政事務局以及憲制事務科改稱政制事務局外，其餘決策科名稱都只是由科變局。

1998年
- 4月，針對資訊科技發展，文康廣播局重組為資訊科技及廣播局。[6]
  - 資訊科技及廣播局負責資訊科技政策及發展、原來文康廣播局的廣播政策及電影檢查、經濟局的電訊政策、庫務局的政府內部資訊科技的應用職責。
  - 民政事務局接管原屬文康廣播局負責的藝術、文化、體育、康樂活動和娛樂事務發牌的政策制定工作。

2000年
- 1月，在取消有民選性質，負責環境衞生、文化體育等市政事務的市政局及區域市政局後，重組提供市政和規劃地政服務的架構。
  - 新設環境食物局以負責制定有關食物、食物安全、環境衛生和自然保育政策。環境食物局監督新成立的食物環境衛生署，亦負責監督原來隸屬經濟局的漁農自然護理署、原來隸屬規劃環境地政局的環境保護署和1990年成立的環境運動委員會。
  - 民政事務局的文化及康樂事務科則會擴大職能至全港的政策、劃出古物古蹟辦事處功能及於4月1日接管原由衛生福利局管理的殘疾人士體育工作，並監督新成立的康樂及文化事務署、青年政策和公民教育委員會的工作。
  - 規劃環境地政局劃出環境保護工作後改稱為規劃地政局，並監督屋宇、地政總署及規劃署工作。
- 7月，為配合香港由工業轉型到服務業為主，重組工商及服務業的政府部門。[7][8]
  - 工商局英文由Trade And Industry Bureau改稱Commercial And Industry Bureau。而原有工商局屬下之工業署、貿易署改組為工業貿易署和創新科技署。
  - 原隸屬於財政司司長辦公室的工商服務業推廣署改組為隸屬工商局的投資推廣署。
  - 而原工商局負責之消費者權益、競爭政策以及規管旅遊業的職責由經濟局接管。

2002年
- 4月，行政長官於立法會政制事務委員會介紹問責制方案。[9]
  - 當中建議政府總部16個決策局重組為11個。
  - 11個決策局包括民政事務局、政制事務局、房屋及規劃地政局、教育局、環境及衛生福利局、運輸及工務局、經濟發展局、工商及人力資源局、財經事務及庫務局、保安局及公務員事務局。
  - 坊間對人力資源及環境兩個事務有較大意見，認為相關的兩個局未能好好處理相關工作。[10]
- 7月，經修改後主要官員問責制正式推行。
  - 政府總部16個決策局重組為11個。
  - 決策局由非公務員的局長主管，而原有的公務員局長職位則改稱常任秘書長(Permanent Secretary)。
  - 11個決策局包括工商及科技局、公務員事務局、民政事務局、房屋及規劃地政局、保安局、政制事務局、財經事務及庫務局、經濟發展及勞工局、教育統籌局、環境運輸及工務局及衛生福利及食物局。

2007年
- 5月3日下午，行政長官於立法會宣布重組政府總部的計劃，並於5月8日、11日、16日、18日及26日立法會政制事務委員會特別會議內討論有關內容。

- 7月，政府總部決策局正式改組為12個，當中重新劃分多個局的職責。
  - 12個決策局包括勞工及福利局、公務員事務局、民政事務局、食物及衛生局、保安局、政制及內地事務局、財經事務及庫務局、商務及經濟發展局、教育局、發展局、運輸及房屋局及環境局。當中法律援助政策範疇從政務司司長辦公室轉移至民政事務局。

2012年
- 5月，候任行政長官辦公室公佈五司十四局方案。[15][16][17]
  - 當中建議政府總部12個決策局重組為14個，主要改動包括：
    - 增設文化局，接掌民政事務局主理的文化和西九龍文化區、商務及經濟發展局主理的電影及創意產業及發展局主理的文物政策；
    - 商務及經濟發展局改組為工商及產業局和科技及通訊局。當中工商及產業局接管運輸及房屋局旗下有關航運、民航及物流的政策；
    - 重組發展局與運輸及房屋局職責，改組成接近2002年主要官員問責制時期的房屋規劃及地政局與運輸及工務局；
    - 其餘八個政策局的工作(即公務員事務局、政制及內地事務局、教育局、環境局、財經事務及庫務局、食物及衞生局、勞工及福利局及保安局)維持不變。

然而由於立法會拉布持續，特區政府未能於7月1日以前完成所有立法會程序，第四屆特區政府最終以原有三司十二局上任。而五司十四局方案更因立法會換屆而胎死腹中。(詳情請參閱2012年香港立法會拉布攻防戰、五司十四局及香港冗長辯論條目)

2014年
- 2014年度香港行政長官施政報告重提架構重組方案，從商務及經濟發展局分拆出創新及科技局。

2015年
- 經過年初向立法會闖關失敗，11月經立法會通過後，創新及科技局成立，接管原商務及經濟發展局的通訊及科技科的創新科技署和政府資訊科技總監辦公室。

- 原商務及經濟發展局的通訊及科技科更名為通訊及創意產業科，繼續主管通訊及創意產業政策。

2018年
- 1月，保險業監管局脫離財經事務及庫務局成為獨立公營機構。
- 4月，法律援助署由民政事務局回復政務司司長接管，而效率促進組改組後的效率促進辦公室由政務司司長辦公室撥歸創新及科技局。

2019年
- 古物古蹟辦事處由康樂及文化事務署轉移至發展局，並把消費者委員會移交至民政事務局。

2022年
- 1月，行政長官在第六屆立法會首次會議中提出架構重組方案[19]，跟進2021年度香港行政長官施政報告所提出的提升管治措施，當中建議政府總部13個決策局重組為15個，主要改動包括：
  - 設立文化體育及旅遊局，從民政事務局接掌文化、藝術和體育事務，以及從商務及經濟發展局接掌電影、創意產業和旅遊事務。
  - 分拆運輸及房屋局為專責交通政策事宜、物流發展的運輸及物流局，以及專責處理房屋事宜的房屋局。
  - 將創新及科技局改名為創新科技及工業局，反映該局推動創科應用及智能生產的再工業化職責。
  - 將民政事務局重組為民政及青年事務局，加強以地區為本的工作，處理區議會檢討及其後續工作；制訂和推動更全面的青年政策及措施，並且由勞工及福利局接收負責家庭事宜和推動社區發展相關的婦女政策和社區投資共享基金。
  - 擴大環境局為環境及生態局，接掌食物及衞生局負責的環境衞生、食物安全、漁農及禽畜公共衞生等政策，並且由商務及經濟發展局接收香港天文台，繼續負責應對氣候變化政策，而其所負責的公眾填料管理政策則撥歸負責工務計劃和建造界事宜的發展局。
  - 食物及衞生局改組為醫務衞生局，專責醫療及衞生政策。
  - 重組方案整合及理順部分政策分工，統一政策事權，減少職能分散，除以上所提及的部分，勞工及福利局將接收分散於政務司司長私人辦公室和其他政策局的人力發展、扶貧和退休保障政策；以及由政制及內地事務局所撥歸的兒童權利相關工作。

- 5月，經過時任行政長官與7月上任的候任行政長官協調後，候任行政長官採用時任行政長官1月所提出的重組方案，在三個司長方面，各自加入副司長以加強跨部門/局政策協調工作。